# 1467년

## 연호
- 명(明) 성화(成化) 3년
- 일본(日本) 분쇼(文正) 2년 / 오닌(応仁) 원년
- 후 레 왕조(後黎朝) 꽝투언(光順) 8년

## 기년
- 명(明) 헌종 성화제(憲宗 成化帝) 3년
- 조선(朝鮮) 세조(世祖) 13년
- 후 레 왕조(後黎朝) 성종(聖宗) 8년

## 사건
이 해에는 조선과 일본이 모두 다 변란으로 소란스러웠다.
- 오닌의 난 (일본, 1477년까지)
- 이시애의 난이 발생함